# Zvi Sherf
Zvi Sherf (en hébreu : צבי שרף), né le 18 décembre 1951 à Tel Aviv, est un entraîneur de basketteur israélien

## Biographie
En 2008, il prend la suite d'Oded Kattash à la tête de Maccabi Tel-Aviv.

## Club
- 1977-1978 :  Maccabi Darom Tel Aviv
- 1979-1980 :  Betar Jérusalem
- 1982-1983 :  Hapoël Ramat Gan
- 1984-1985 :  Maccabi Tel-Aviv
- 1986-1987 :  Maccabi Tel-Aviv
- 1988 :  Elitzur Netania
- 1989 :  Maccabi Tel-Aviv
- 1990 :  Maccabi Rishon LeZion
- 1991-1992 :  Maccabi Tel-Aviv
- 1993 :  Hapoël Jérusalem
- 1993 :  Aris Salonique
- 1994-1995 :  Hapoël Tel-Aviv
- 1996 :  CSP Limoges
- 1996-1997 :  Maccabi Tel-Aviv
- 1998-1999 :  PAOK Salonique
- 2000-2001 :  Hapoël Jérusalem
- 2002 :  WKS Śląsk Wrocław
- 2002 :  Makedonikos
- 2003 :  Hapoël Galil Elyon
- 2004-2005 :  MBK Dynamo Moscou
- 2008 :  Maccabi Tel-Aviv

## Sélection nationale
- 1986-1987 : Sélectionneur de l'équipe d'Israël
- 1993-1994 : Sélectionneur de l'équipe d'Israël
- 2005-2007 : Sélectionneur de l'équipe d'Israël

## Palmarès

### Club
compétitions internationales 
- Finaliste de la Coupe des clubs champions 1987, 1989
- Vainqueur de la Coupe Saporta 1993
- Vainqueur de la Coupe Korać 1993

 compétitions nationales 
- Champion d'Israël 1984, 1985, 1986, 1987, 1989, 1990, 1991, 1992, 1996, 1997
- Vainqueur de la Coupe d'Israël 1985, 1986, 1987, 1989, 1990, 1991